# Philonthus tringa
Philonthus tringa – gatunek chrząszcza z rodziny kusakowatych i podrodziny Staphylininae.
Gatunek ten został opisany w 2013 roku przez Lubomíra Hromádkę.
Kusak o ciele długości 11,3 mm. Głowa czarna z ciemnobrązowo-brązowożółtymi głaszczkami, szersza niż dłuższa i o skroniach krótszych od oczu. Czułki czarne z żółtobrązową nasadą członu drugiego. Przedplecze czarne. Jaskrawo zielone pokrywy są szersze niż dłuższe. Odnóża czarne z czarnobrązowymi udami.
Chrząszcz afrotropikalny, znany wyłącznie z Republiki Środkowoafrykańskiej.